# 副鬚果蠅
副鬚果蠅（学名：Drosophila paravibrissina）为果蠅科果蠅屬下的一个种。